# Grgar
Grgar – wieś w Słowenii, w gminie miejskiej Nova Gorica. W 2018 roku liczyła 796 mieszkańców. 